# Matt Barnes
Matt Kelly Barnes (Santa Clara, 9 maart 1980) is een Amerikaans voormalig basketballer. 

## Carrière
Barnes speelde college-basketbal aan de Universiteit van Californië - Los Angeles. In 2002 werd hij in de tweede ronde de 46e keuze in de NBA Draft door de Memphis Grizzlies. Hij werd meteen geruild naar de Cleveland Cavaliers voor Wesley Person, maar werd in oktober vrijgelaten voordat het seizoen begon. Vervolgens speelde hij tot het einde van het seizoen in de NBA Development League ("D-League") voor de Fayetteville Patriots.
In 2004 speelde Barnes kort voor de Los Angeles Clippers, maar tekende later een contract bij de Sacramento Kings. Vervolgens werd hij na het seizoen 2004/05 samen met Chris Webber overgeplaatst naar de Philadelphia 76ers, maar kon vanwege knieproblemen geen enkele wedstrijd spelen en zijn contract werd vervolgens ontbonden.
In de zomer van 2005 tekende Barnes een contract als free agent bij de New York Knicks. Tijdens het seizoen werd zijn contract na zes wedstrijden ontbonden door de Knicks. Barnes sloot het seizoen af bij de Philadelphia 76ers.
Barnes brak eindelijk door bij de Golden State Warriors in 2006. Omdat Mike Dunleavy jr. niet aan de verwachtingen van de coach kon voldoen, kreeg Barnes steeds meer speeltijd. Hij profiteerde van deze stijging en verbeterde zijn statistieken. Vervolgens speelde hij voor de Phoenix Suns, Orlando Magic, Los Angeles Lakers, Los Angeles Clippers, Memphis Grizzlies, Sacramento Kings en weer de Golden State Warriors.
In 2017 werd hij NBA-kampioen met de Golden State Warriors.